# Kwanŭm sa (Korea Północna)
Kwanŭm sa (Klasztor bodhisattwy Awalokiteśwary, 관음사) – niewielki koreański klasztor, znajdujący się w Korei Północnej. Skarb Narodowy.

## Historia klasztoru

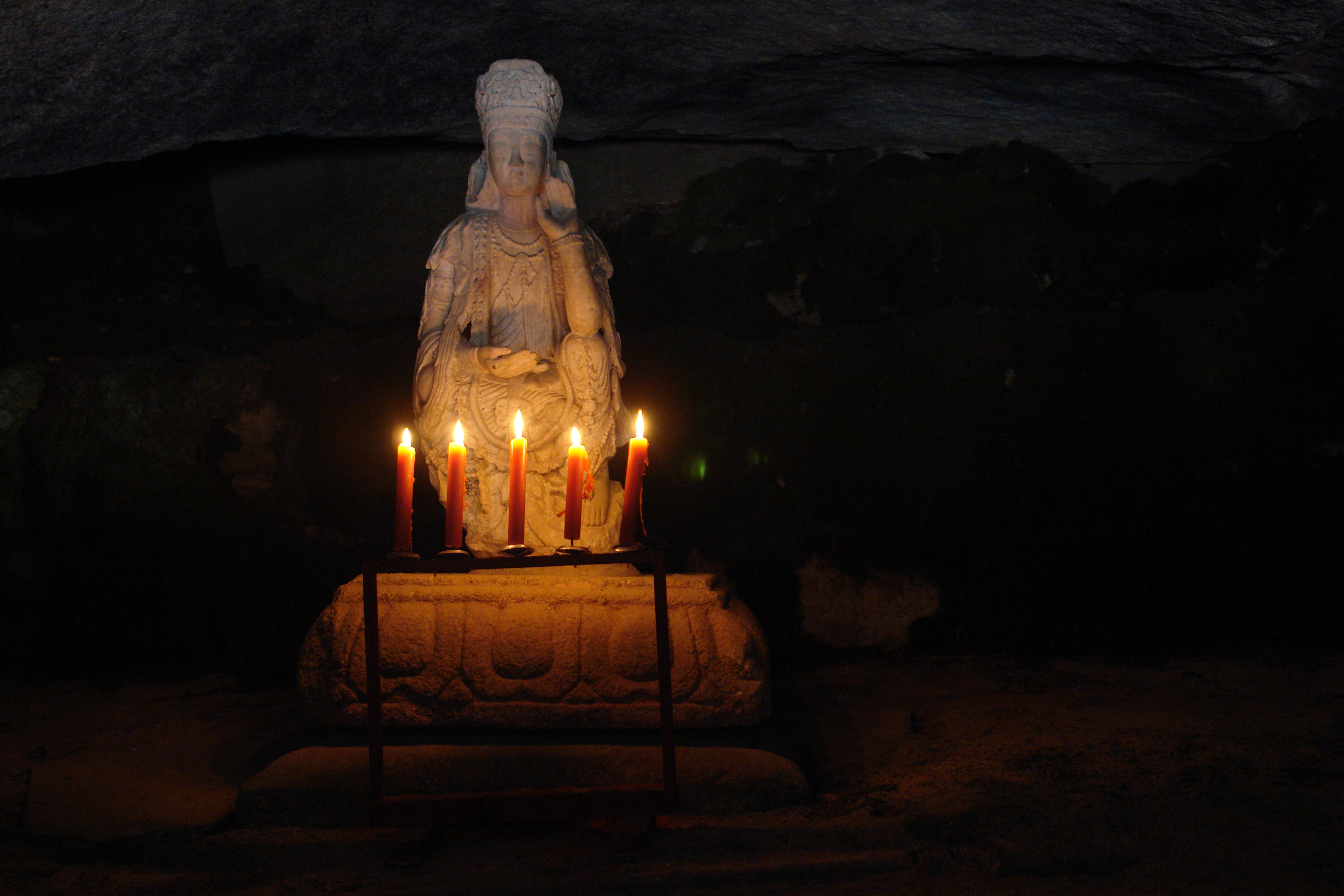
Marmurowa figura Kwanŭm z przyklasztornej groty

Powstanie klasztoru wiązane jest ze złożeniem w grocie (za obecnym klasztorem) przez znanego wówczas mnicha Tanmuna, dwóch marmurowych posążków bodhisattwy Awalokiteśwary, buddyjskiego bodhisattwy współczucia. Następnie klasztor był stopniowo rozbudowywany, najbardziej w 1393 roku. Położony jest w dolinie pomiędzy górami Chŏnma i Songgo, w pobliżu miasta Kaesŏng. Znajduje się wewnątrz zamku Taehŭng.
W 1646 roku dokonano gruntownej renowacji klasztoru.
Klasztor uniknął zniszczenia w czasie Wojny koreańskiej, dlatego zachowało się w nim wiele historycznych reliktów i budynków.
Klasztor jest Skarbem Narodowym Korei Północnej.

## Obiekty architektoniczne i artystyczne
- siedmiokondygnacyjna pagoda z okresu dynastii Koryŏ
- posągi bodhisattwy Kwanŭm w grocie klasztornej
- Taehŭng – główny budynek

## Legenda
Legenda tłumaczy, dlaczego rzeźbienia na jednych z drzwi Taehungu są niedokończone. Podczas remontu klasztoru (1646 rok) jednym z głównych rzeźbiarzy był niezmiernie utalentowany dwunastoletni chłopiec Unna. Pewnego dnia podczas rzeźbienia ornamentów na drzwiach dowiedział się, że jego matka jest poważnie chora. Poprosił o zgodę na odwiedzenie jej. Jednak mu odmówiono. Matka zmarła wkrótce potem. Chłopiec oskarżał się, że to jego umiejętności spowodowały jej śmierć, więc pewnego dnia odciął sobie siekierą jedną z dłoni. Odszedł do lasu i już go nigdy nie widziano. Dziś na niedokończonych drzwiach jest ukazany jednoręczny chłopiec, który na białym tygrysie wzlatuje do nieba.

## Adres klasztoru
- Kwanŭm sa, Pakyon-ri, Kaesŏng-si, Hwanghhaebuk-do, Korea Północna